# 9081 Hideakianno
9081 Hideakianno è un asteroide della fascia principale. Scoperto nel 1994 da Akimasa Nakamura al Kuma Kogen, presenta un'orbita caratterizzata da un semiasse maggiore pari a 2,9690035 UA e da un'eccentricità di 0,0268377, inclinata di 8,83755° rispetto all'eclittica.
È chiamato così in onore di Hideaki Anno, fondatore dello studio Gainax e sceneggiatore e direttore della serie anime Neon Genesis Evangelion, nonché di altre opere piuttosto note. Nakamura e Anno erano vecchi amici e frequentavano lo stesso istituto ad Ube, nella prefettura di Yamaguchi.